# Ferrari 340 MM
La Ferrari 340 MM è una autovettura da competizione prodotta dalla casa automobilistica italiana Ferrari nel 1953.

## Il contesto
Fu costruita in quattro esemplari, due carrozzati da Touring e due da Vignale. Uno degli esemplari Touring venne successivamente ricarrozzato da Scaglietti nel 1953.
Era la versione più potente della 340 Mexico, e fu realizzata per la Mille Miglia del 1953.
Il motore era un V12 progettato da Aurelio Lampredi. Derivava da un altro concepito sempre da Lampredi, ma utilizzato in Formula 1 nel 1951 e montato sulla 375 F1. Le nuove regole per la stagione 1952 resero però superato questo propulsore, che fu adeguatamente modificato e installato su vetture Ferrari da strada, tra cui la 340 MM.
La vettura aveva una così elevata potenza da essere difficilmente guidabile, e pochi piloti riuscivano a ottenerne il massimo. Tra questi ci furono Giannino Marzotto e Gigi Villoresi, che conquistarono importanti vittorie e Alberto Ascari, che concorse alla sua evoluzione.

## Le competizioni
All'esordio alla Mille Miglia del 1953 fu guidata da Giannino Marzotto, ed era una delle due prodotte da Vignale; stabilì il record di velocità media della competizione, superando i 142 km/h. Nello stesso anno Gigi Villoresi la portò alla vittoria al Giro di Sicilia.

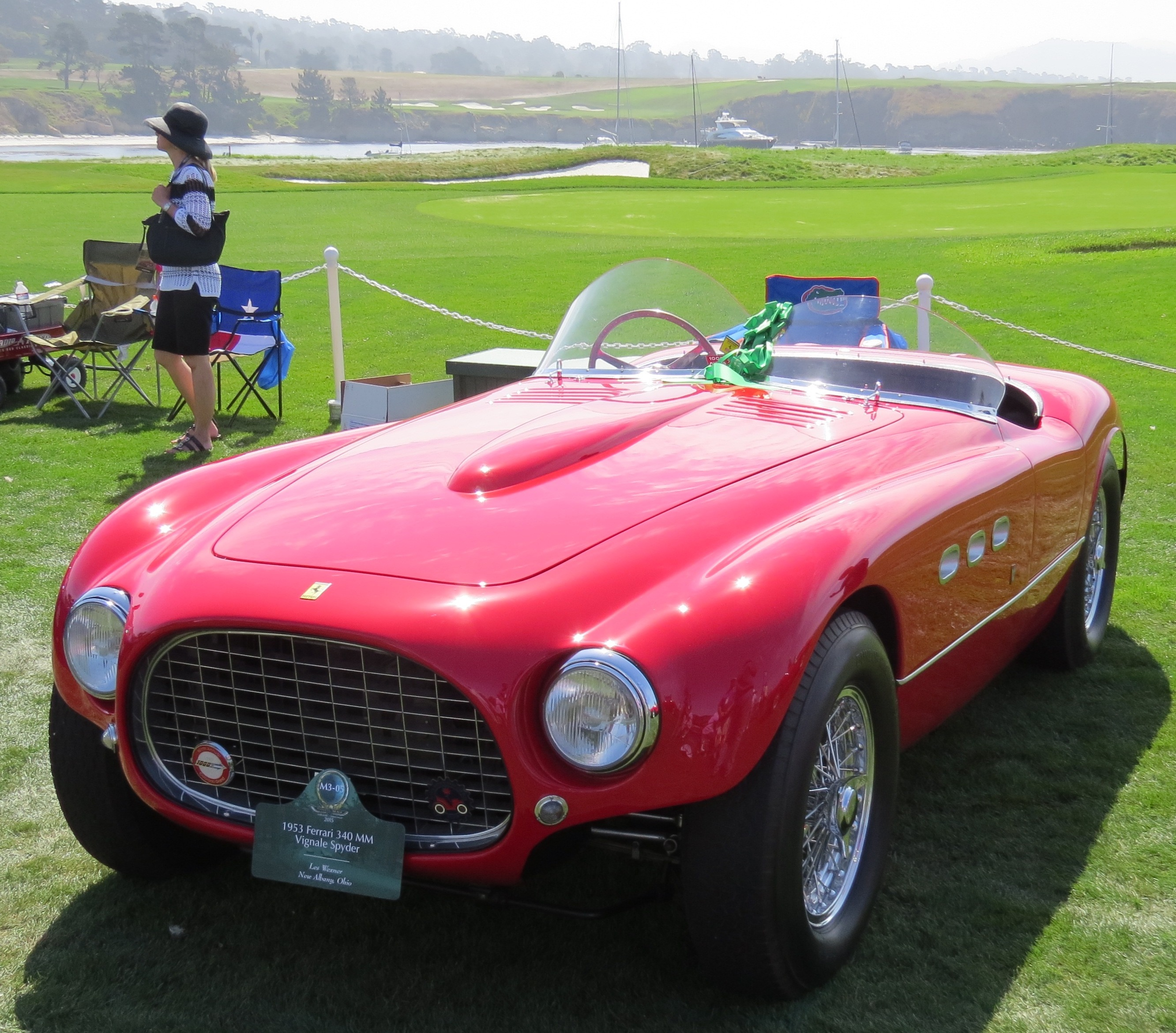
Vista frontale di una Ferrari 340 MM Vignale Spyder

Anche un esemplare costruito da Touring partecipò alla Mille Miglia, guidato da Nino Farina. Non finì la competizione per la rottura del differenziale.
Un'altra competizione a cui partecipò la 340MM fu la Carrera Panamericana. L'esemplare che vi prese parte per ben due volte (numero di telaio 0268AM) aveva precedentemente ottenuto una vittoria alla 1000 km del Nürburgring pilotata da Ascari e Farina. Durante la prima corsa Alfonso de Portago non riuscì a concludere la gara, ma al secondo tentativo, nel 1954, i piloti Phill Hil e Richi Ginther ottennero il secondo posto assoluto. Per l'occasione, la vettura era stata modificata da Allen Guiberson, il quale l'aveva ridipinta di bianco e aveva aggiunto un poggiatesta e una pinna aerodinamica. Nel 1955 questa 340 MM venne usata con successo da Carroll Shelby nella Torrey Pines Race.
I modelli furono poi venduti a piloti privati, che le utilizzarono in altre gare durante gli anni cinquanta. Oggi prendono parte a rievocazioni storiche.

## Caratteristiche tecniche

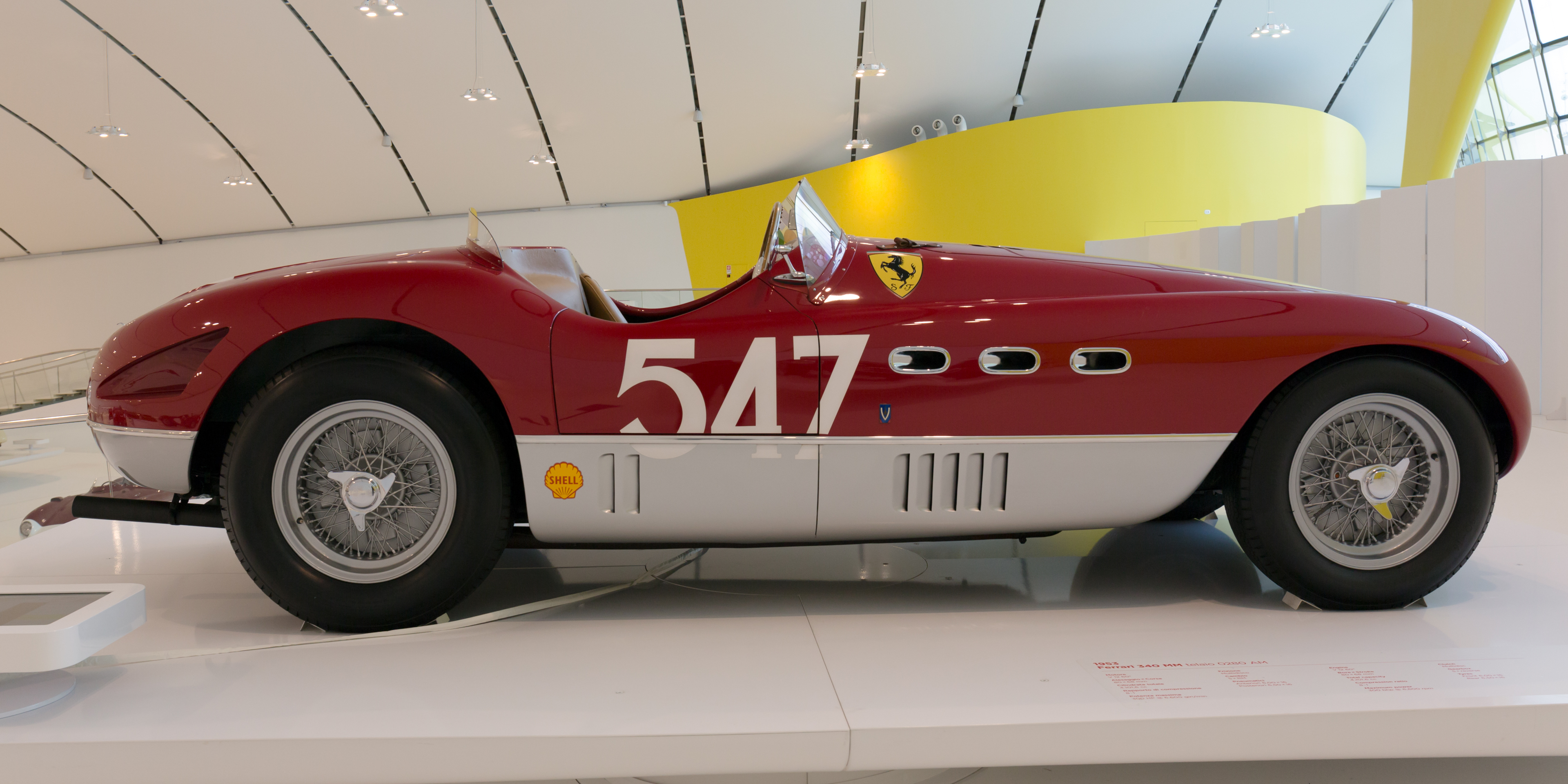
Linea laterale della Ferrari 340 MM del 1953, vincitrice con G.Marzotto della Mille Miglia di quell’anno, conservata al museo Enzo Ferrari

Il motore era un V12 a 60° anteriore e longitudinale da 4101,66 cm³ di cilindrata. L'alesaggio e la corsa erano rispettivamente 80 mm e 68 mm, mentre il rapporto di compressione era di 8:1. La potenza massima erogata dal propulsore era di 280 CV a 6600 giri al minuto.
La distribuzione era formata da un monoalbero che comandava due valvole per cilindro. L'alimentazione era assicurata da tre carburatori di marca Weber e modello 40 DCF. L'accensione era singola con due magneti, mentre la lubrificazione era a carter umido. La frizione era multidisco.
Le sospensioni anteriori erano indipendenti, con quadrilateri trasversali e balestra trasversale, mentre quelle posteriori erano formate da un ponte rigido, doppi puntoni e balestre longitudinali. Entrambe montavano ammortizzatori idraulici. I freni erano idraulici a tamburo, mentre il cambio era manuale a cinque rapporti più la retromarcia. Lo sterzo era a vite senza fine con settore dentato.
Il telaio era tubolare in acciaio, mentre la carrozzeria era spider tipo barchetta a due posti.
La velocità massima raggiunta dal modello era di 282 km/h.